# 스펙트럼 (경기장)
스펙트럼(영어: Spectrum)은 미국 펜실베이니아주 필라델피아에 위치한 실내 경기장이다. 과거 NBA 필라델피아 세븐티식서스와 NHL 필라델피아 플라이어스그리고 AHL 필라델피아 팬텀스의 홈경기장으로 사용했다.
| NBA 올스타전 개최 경기장 |                 |                          |
| 1969년                   | 1970년 스펙트럼 | 1971년                   |
| 볼티모어 시빅 센터       | 1970년 스펙트럼 | 샌디에이고 스포츠 아레나 |
|                          |                 |                          |
|                          |                 |                          |

| NBA 올스타전 개최 경기장            |                 |               |
| 1975년                              | 1976년 스펙트럼 | 1977년        |
| 애리조나 베터런스 메모리얼 콜리시엄 | 1976년 스펙트럼 | 밀워키 아레나 |
|                                     |                 |               |
|                                     |                 |               |

| NHL 올스타전 개최 경기장 |                 |                 |
| 1975년                   | 1976년 스펙트럼 | 1977년          |
| 몬트리올 포럼            | 1976년 스펙트럼 | 퍼시픽 콜리시엄 |
|                          |                 |                 |
|                          |                 |                 |

| NHL 올스타전 개최 경기장 |                 |               |
| 1991년                   | 1992년 스펙트럼 | 1993년        |
| 시카고 스타디움          | 1992년 스펙트럼 | 몬트리올 포럼 |
|                          |                 |               |
|                          |                 |               |